# 左心房
左心房（さしんぼう、英語: Left atrium）とは心臓の4つの部屋のひとつ。正面から見て右上に当たる。肺静脈から動脈血化された血液を受け、その壁の収縮により左心室に送る。